# Tibetanska visoravan
Tibetanska visoravan (tibetanski: བོད་ས་མཐོ།, kineski: 青藏高原), pinyin: Qīng–Zàng Gāoyuán) ili himalajska visoravan (naziv u Indiji), ogromna je uzvišena visoravan u Središnjoj i Istočnoj Aziji, koja pokriva većinski dio Autonomne regije Tibet u Kini, sjeverozapadnoga dijela kineske pokrajine Yunnan, zapadne polovice kineske pokrajine Sečuan, južnog dijela kineske pokrajine Gansu i kinesku pokrajinu Qinghai te indijske regije Ladak i Lahaul i Spiti (Himachal Pradesh) kao i Butan. 
Ova visoravan proteže se na oko 1000 km od sjevera do juga, i 2500 km od istoka do zapada. To je najviša i najveća visoravan na svijetu, s površinom od 2500000 km2 (oko pet puta veličine Kontinentalne Francuske). Njena prosječna elevacija nadmašuje 4500 m i okružena je impozantnim planinskim lancima u kojima se nalaze dva najviša svjetska vrha, Mount Everest i K2. Tibetanska visoravan često se naziva „krovom svijeta”.
Sadrži izvore slivova većine tokova u okolnim regijama. Njegove desetine tisuća ledenjaka i drugih geografskih i ekoloških karakteristika služe kao „vodeni toranj” koji čuva vodu i održava protok. Ponekad se naziva i Trećim polom s obzirom na to da njegova ledena polja sadrže najveću rezervu svježe vode izvan polarnih područja. Utjecaj globalnog zatopljenja na Tibetansku visoravan je od velikoga znanstvenoga interesa.